# Russell County (Alabama)
Das Russell County ist ein County im Bundesstaat Alabama der Vereinigten Staaten. Der Verwaltungssitz (County Seat) ist Phenix City.

## Geographie
Das County liegt im Südosten von Alabama, grenzt im Osten an Georgia und hat eine Fläche von 1677 Quadratkilometern, wovon 16 Quadratkilometer Wasserfläche sind. Es grenzt im Uhrzeigersinn an folgende Countys: Barbour County, Bullock County, Macon County und Lee County.
Das County ist Teil der Metropolregion Columbus.

## Geschichte
Russell County wurde am 18. Dezember 1832 aus dem ehemaligen Territorium der Creek-Indianer gebildet. Benannt wurde es nach Colonel Gilbert C. Russell, einem Soldaten im Indianerkrieg. Die erste Bezirkshauptstadt war Girard, 1868 wurde dies Seale und 1930 Phenix City.

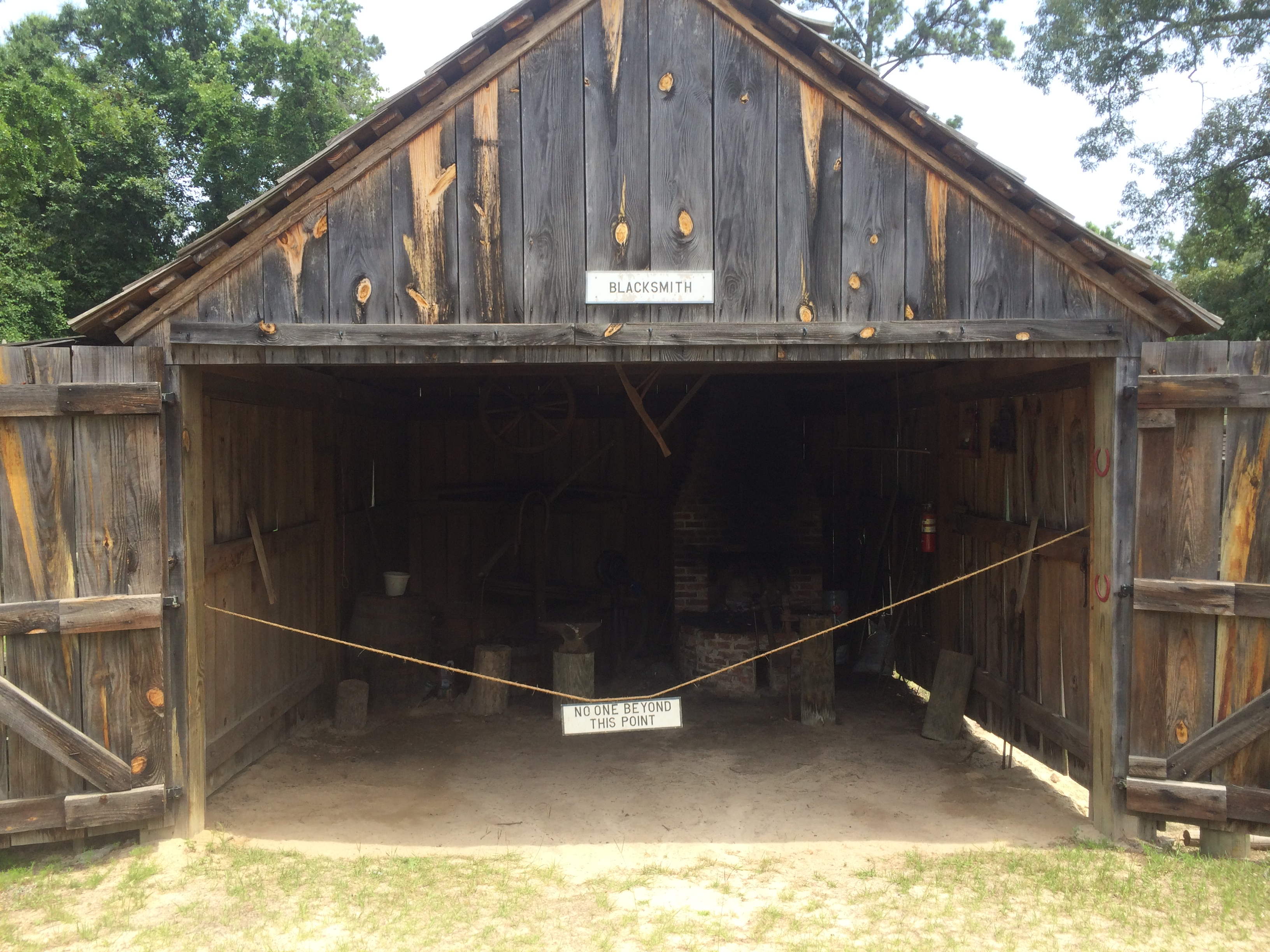
Schmiede in der Fort Mitchell Historic Site (2014)

24 Bauwerke und Stätten im County sind im National Register of Historic Places (NRHP) eingetragen (Stand 7. April 2020), darunter haben drei den Status eines National Historic Landmarks: das Apalachicola Fort, die Fort Mitchell Historic Site und Yuchi Town.

## Demographische Daten

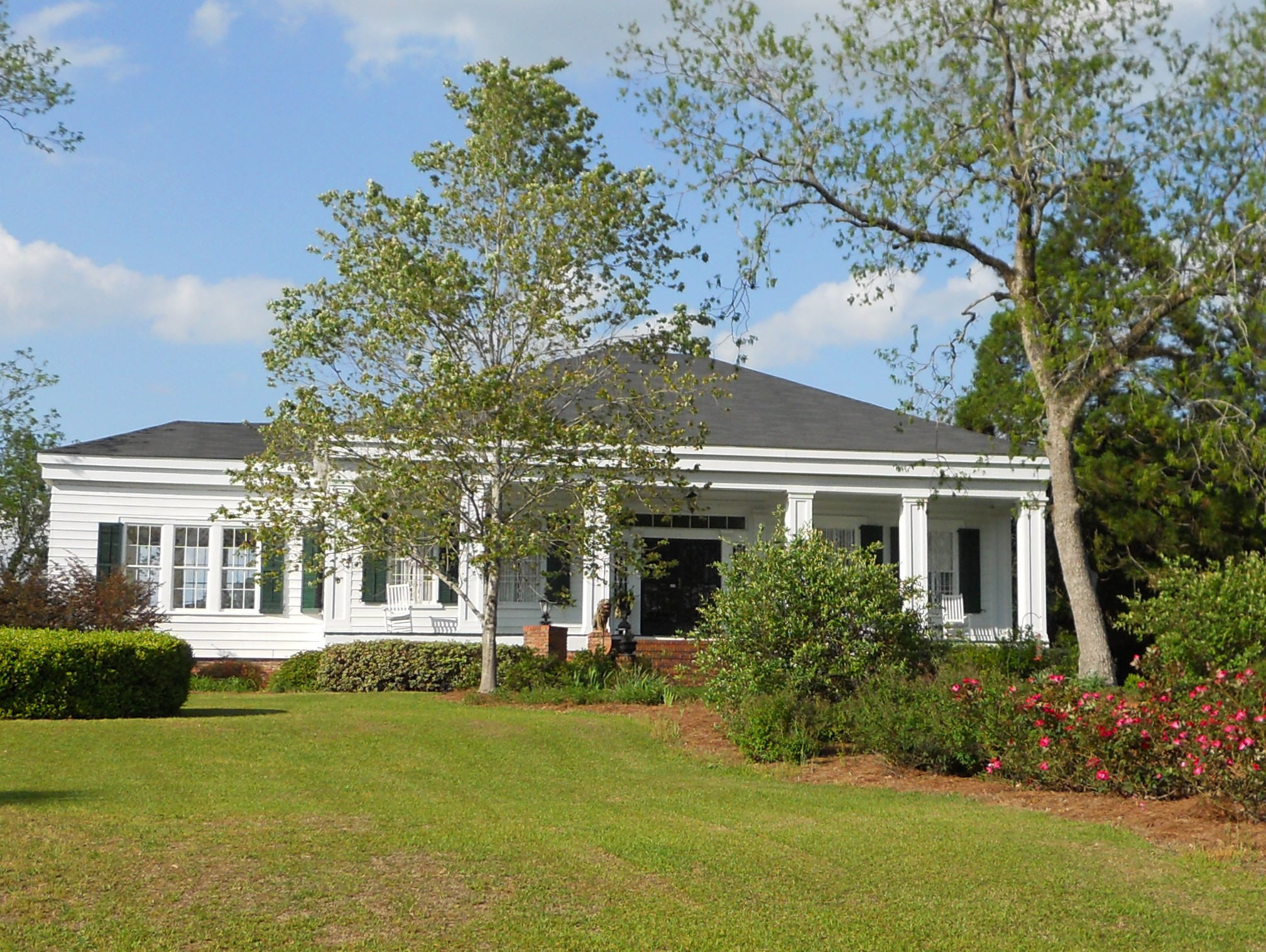
Glenn-Thompson Plantation, gelistet im NRHP

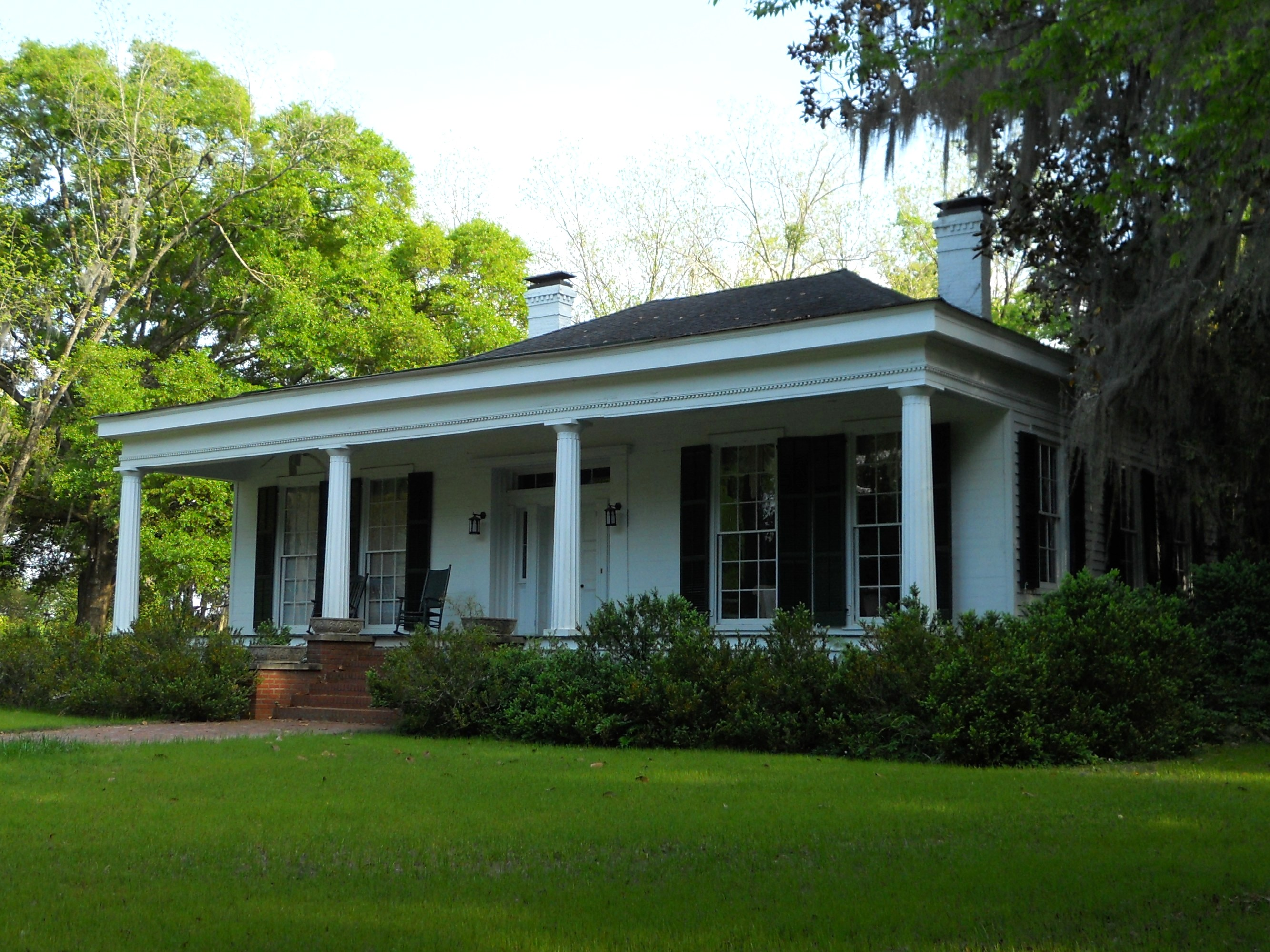
Samuel R. Pitts Plantation, gelistet im NRHP

Volkszählung aus dem Jahr 2000 lebten im Russell County 49.756 Menschen. Davon wohnten 687 Personen in Sammelunterkünften, die anderen Einwohner lebten in 19.741 Haushalten und 13.423 Familien. Die Bevölkerungsdichte betrug 30 Einwohner pro Quadratkilometer. Ethnisch betrachtet setzte sich die Bevölkerung zusammen aus 56,69 Prozent Weißen, 40,84 Prozent Afroamerikanern, 0,37 Prozent amerikanischen Ureinwohnern, 0,36 Prozent Asiaten, 0,07 Prozent Bewohnern aus dem pazifischen Inselraum und 0,59 Prozent aus anderen ethnischen Gruppen; 1,07 Prozent stammten von zwei oder mehr Ethnien ab. 1,50 Prozent der Bevölkerung waren spanischer oder lateinamerikanischer Abstammung.
Von den 19.741 Haushalten hatten 32,0 Prozent Kinder und Jugendliche unter 18 Jahren, die bei ihnen lebten. In 44,4 Prozent lebten verheiratete, zusammen lebende Paare, 18,9 Prozent waren allein erziehende Mütter, 32,0 Prozent waren keine Familien, 28,0 Prozent aller Haushalte waren Singlehaushalte und in 10,6 Prozent lebten Menschen im Alter von 65 Jahren oder darüber. Die Durchschnittshaushaltsgröße betrug 2,49 und die durchschnittliche Familiengröße betrug 3,05 Personen.
26,5 Prozent der Bevölkerung waren unter 18 Jahre alt, 9,1 Prozent zwischen 18 und 24, 28,8 Prozent zwischen 25 und 44, 22,4 Prozent zwischen 45 und 64 und 13,1 Prozent waren 65 Jahre oder älter. Das Durchschnittsalter betrug 35 Jahre. Auf 100 weibliche Personen kamen 91 männliche Personen und auf Frauen im Alter von 18 Jahren und darüber kamen 85,9 Männer.
Das jährliche Durchschnittseinkommen eines Haushalts betrug 27.492 USD, das Durchschnittseinkommen einer Familie 34.004 USD. Männer hatten ein Durchschnittseinkommen von 28.696 USD, Frauen 20.882 USD. Das Prokopfeinkommen betrug 14.015 USD. 16,8 Prozent der Familien und 19,9 Prozent der Einwohner lebten unterhalb der Armutsgrenze.

## Orte im Russell County
- Colbert
- Cottonton
- Crawford
- Flournoys
- Fort Mitchell
- Girard
- Glenville
- Hatchechubbee
- Hirsch
- Holy Trinity
- Hooks
- Hugley
- Hurtsboro
- Jernigan
- Kaolin
- Ladonia
- Lato
- Loflin
- McLendon
- Nuckols
- Oswichee
- Persons
- Phenix City
- Pittsview
- Rutherford
- Sandfort
- Seale
- Uchee
- Uhland
- Villula
- Wende